# Championnats d'Océanie d'athlétisme 2022
Navigation
Édition précédente Édition suivante
Les 18es Championnats d'Océanie d'athlétisme se déroulent du 7 au 11 juin 2022 à Mackay en Australie. Initialement prévue en 2021 à Port-Vila au Vanuatu, la compétition est reportée d'un an en raison de la Pandémie de Covid-19.

## Résultats

### Hommes
| Épreuves          | Or                                                                                | Argent                                                                                    | Bronze                                                                                     |
| ----------------- | --------------------------------------------------------------------------------- | ----------------------------------------------------------------------------------------- | ------------------------------------------------------------------------------------------ |
| 100 m             | Jake Doran 10 s 19 (CR)                                                           | Edward Osei-Nketia 10 s 23                                                                | Joshua Azzopardi 10 s 27                                                                   |
| 200 m             | Aidan Murphy 20 s 76                                                              | Calab Law 20 s 90                                                                         | Jake Doran 20 s 91                                                                         |
| 400 m             | Alex Beck 46 s 71                                                                 | Liam Webb 47 s 50                                                                         | Ian Halpin 48 s 73                                                                         |
| 800 m             | Brad Mathas 1 min 53 s 60                                                         | Michael Dawson 1 min 55 s 37                                                              | Adolf Kauba 1 min 56 s 94                                                                  |
| 1 500 m           | Samuel Tanner 3 min 42 s 56 (CR)                                                  | Mick Stanovsek 3 min 45 s 98                                                              | Matthew Taylor 3 min 50 s 18                                                               |
| 5 000 m           | Sam Mcentee 13 min 46 s 39 (CR)                                                   | Jack Bruce 13 min 57 s 65                                                                 | Yeshnil Karan 15 min 26 s 45                                                               |
| 10 000 m          | Tim Vincent 29 min 49 s 66                                                        | Siune Kagl 32 min 44 s 08                                                                 | Simon Charley 35 min 55 s 78                                                               |
| 110 m haies       | Nicholas Hough 13 s 43 (CR)                                                       | Nicholas Andrews 13 s 62                                                                  | Sam Hurwood 13 s 70                                                                        |
| 400 mètres haies  | Conor Fry 52 s 10                                                                 | Luke Major 52 s 84                                                                        | Daniel Baul 53 s 10                                                                        |
| 3 000 m steeple   | Liam Cashin 9 min 01 s 62                                                         | Luke Graves 9 min 15 s 35                                                                 | Aquila Turalom 9 min 56 s 26                                                               |
| 5 000 m marche    | Rhydian Cowley 19 min 57 s 43 (CR)                                                |                                                                                           |                                                                                            |
| 10 000 m marche   | Rhydian Cowley 46 min 32 s 45                                                     |                                                                                           |                                                                                            |
| 4 × 100 m         | Fidji Waisale Inoke Banuve Tabakaucoro Ratu Meli Ramuakalou Nikola Raiqeu 41 s 64 | Papouasie-Nouvelle-Guinée Pais Wisil Terrence Talio Karo Iga Timothy Tuna 41 s 77         | Îles Cook Edward Nga Piritau Nga Ulukalalaata Pasina Daniel Tolosa 47 s 24                 |
| 4 × 400 m         | Australie Conor Fry Ian Halpin Aidan Murphy Luke Major 3 min 11 s 14              | Papouasie-Nouvelle-Guinée Pais Wisil Adolf Kauba Terrence Talio Daniel Baul 3 min 17 s 06 | Fidji Banuve Tabakaucoro Nikola Raiqeu Kameli Sauduadua Ratu Meli Ramuakalou 3 min 19 s 12 |
| Saut en hauteur   | Hamish Kerr 2.24 m                                                                | Yual Reath 2.21 m                                                                         | Joel Baden 2.15 m                                                                          |
| Saut à la perche  | Dalton Di Medio 5.10 m                                                            | James Steyn 5.10 m                                                                        | Angus Armstrong 5.10 m                                                                     |
| Saut en longueur  | Christopher Mitrevski 7.90 m vent: 0.0 m/s                                        | Darcy Roper 7.84 m vent : 0.0 m/s                                                         | Karo Iga 7.17 m vent : +0.8 m/s                                                            |
| Triple saut       | Julian Konle 16.21 m (CR) vent : +0.0 m/s                                         | Ayo Ore 16.17 m vent : +1.5 m/s                                                           | Shemaiah James 15.94 m vent : +0.4 m/s                                                     |
| Lancer du poids   | Damien Birkinhead 18.59 m                                                         | Ryan Ballantyne 18.42 m                                                                   | Nick Palmer 18.21 m                                                                        |
| Lancer du disque  | Connor Bell 57.51 m                                                               | Lachlan Page 54.83 m                                                                      | De'bono Paraka 53.33 m                                                                     |
| Lancer du marteau | Cruz Hogan 79.25 m (CR)                                                           | Cameron McEntyre 78.42 m                                                                  | Hamish Peacock 74.91 m                                                                     |
| Lancer du javelot | Ned Weatherly 69.09 m (CR)                                                        | Anthony Nobilo 67.29 m                                                                    | Timothy Heyes 66.31 m                                                                      |
| Décathlon         | Max Attwell 7 635 pts                                                             | Alec Diamond 7 582 pts                                                                    | Christian Paynter 7 296 pts                                                                |

### Femmes
| Épreuves          | Or                                                                                       | Argent                                                                                    | Bronze                               |
| ----------------- | ---------------------------------------------------------------------------------------- | ----------------------------------------------------------------------------------------- | ------------------------------------ |
| 100 m             | Zoe Hobbs 11 s 09 (AR, CR)                                                               | Bree Masters 11 s 34                                                                      | Ella Connolly 11 s 53                |
| 200 m             | Georgia Hulls 23 s 45                                                                    | Ella Connolly 23 s 82                                                                     | Bree Masters 23 s 87                 |
| 400 m             | Rosie Elliott 52 s 97                                                                    | Isabel Neal 53 s 47                                                                       | Jessica Thornton 53 s 71             |
| 800 m             | Tess Kirsopp-Cole 2 min 04 s 63                                                          | Claudia Hollingsworth 2 min 04 s 79                                                       | Holly Manning 2 min 06 s 35          |
| 1 500 m           | Claudia Hollingsworth 4 min 12 s 33 (CR)                                                 | Abbey Caldwell 4 min 12 s 62                                                              | Jaylah Hancock-Cameron 4 min 15 s 11 |
| 5 000 m           | Paige E Campbell 16 min 07 s 56                                                          | Nathania Tan 19 min 31 s 01                                                               | Ongan Awa 19 min 58 s 68             |
| 10 000 m          | Nathania Tan 41 min 15 s 60                                                              |                                                                                           |                                      |
| 100 mètres haies  | Celeste Mucci 12 s 75                                                                    | Michelle Jenneke 12 s 95                                                                  | Abbie Taddeo 13 s 05                 |
| 400 mètres haies  | Sarah Carli 55 s 98 (CR)                                                                 | Brodee Mate 58 s 82                                                                       | Genevieve Cowie 60 s 47              |
| 3 000 m steeple   | Brielle Erbacher 9 min 57 s 60                                                           | Cara Feain-Ryan 9 min 59 s 67                                                             |                                      |
| 5 000 m marche    | Courtney Ruske 25 min 02 s 84                                                            |                                                                                           |                                      |
| 10 000 m marche   | Jemima Montag 44 min 18 s 86                                                             | Rebecca Henderson 45 min 31 s 41                                                          | Katie Hayward 46 min 14 s 77         |
| 4 × 100 m         | Australie Ella Connolly Bree Masters Monique Quirk Naa Anang 44 s 06 (CR)                | Nouvelle-Zélande Talia van Rooyen Brooke Somerfield Amy Robertson Marielle Venida 47 s 33 |                                      |
| 4 × 400 m         | Nouvelle-Zélande Camryn Smart Georgia Hulls Rosie Elliott Isabel Neal 3 min 35 s 03 (CR) | Australie Sarah Carli Jessica Thornton Jasmin Guthrie Helen Pretorius 3 min 37 s 62       |                                      |
| Saut en hauteur   | Erin Shaw 1.85 m                                                                         | Keeley O'Hagan 1.82 m                                                                     | Emily Whelan 1.76 m                  |
| Saut à la perche  | Olivia McTaggart 4.50 m                                                                  | Imogen Ayris 4.40 m                                                                       | Jamie Scroop 4.00 m                  |
| Saut en longueur  | Tomysha Clark 6.38 m                                                                     | Samantha Dale 6.31 m                                                                      | Mariah Ririnui 6.20 m                |
| Triple saut       | Kayla Cuba 13.56 m (CR)                                                                  | Desleigh Owusu 13.30 m                                                                    | Chloe Grenade 12.76 m                |
| Lancer du poids   | 'Ata Maama Tu'utafaiva 16.29 m                                                           | Lyvante Su'emai 15.27 m                                                                   | Emma Berg 15.05 m                    |
| Lancer du disque  | Taryn Gollshewsky 57.39 m                                                                | Tatiana Kaumoana 54.20 m                                                                  | Lyvante Su'emai 52.80 m              |
| Lancer du marteau | Nicole Bradley 67.99 m                                                                   | Lauren Bruce 67.90 m                                                                      | Alexandra Hulley 67.11 m             |
| Lancer du javelot | Mackenzie Little 63.18 m                                                                 | Tori Peeters 60.68 m                                                                      | Kelsey-Lee Barber 60.63 m            |
| Heptathlon        | Taneille Crase 5 945 pts                                                                 | Christina Ryan 5 282 pts                                                                  | Alysha Burnett 4 525 pts             |

## Légende
Records et Performances
- AR : Record continental (area record)
- CR : Record des championnats (championship record)
- MR : Record du meeting (meet record)
- NR : Record national (national record)
- OR : Record olympique (olympic record)
- PR : Record paralympique (paralympic record)
- PB : Record personnel (personal best)
- SB : Meilleure performance personnelle de la saison (season's best)
- WL : Meilleure performance mondiale de l'année (world leader)
- WJR : Record du monde junior (world junior record)
- WR : Record du monde (world record)

Circonstances et Conditions
- DNF : N'a pas terminé (did not finish)
- DNS : N'a pas pris le départ (did not start)
- DQ : Disqualification (disqualification)
- NM : Aucun essai valable enregistré (No Mark)
- Q : Qualifié « directement » au prochain tour (ou à la prochaine compétition), lors d'une compétition majeure, grâce au classement ou à la réalisation des minima (automatic qualifier)
- q : Qualifié au prochain tour (ou à la prochaine compétition), lors d'une compétition majeure, grâce au repêchage ou à la réalisation de l'une des meilleures performances parmi celles des « non qualifiés directement » (grâce au meilleur temps ou à la meilleure distance par exemple) (secondary qualifier)